# 田村律之助
田村 律之助（たむら りつのすけ、1867年7月25日〈慶応3年6月24日〉 - 1932年〈昭和7年〉12月15日）は、下野国都賀郡西水代村（現・栃木県栃木市大平町西水代）出身の農学者。栃木県におけるビール麦（二条大麦）栽培の基礎を作った人物として「ビール麦の父」と呼ばれている。

## 経歴
慶応3年6月24日（1867年7月25日）、下野国都賀郡西水代村（現・栃木県栃木市大平町西水代）に長男として生まれる。自らを律し、律儀な人になるようにと「律」を、田村家の跡継ぎとして父の名から1字を取って「助」を、それぞれ取って律之助と名付けられた。祖父は律之助を立派な跡取りにしようと箸の持ち方や返事の仕方、姿勢など厳しくしつけ、律之助は従順に育った。
数え年で6歳になった明治5年6月6日（1872年7月11日）に藤岡村（現・栃木市藤岡町藤岡）の森鴎村の塾に入門する。当時、稽古を始めるのは数え年6歳の6月6日から、という風習があったことと、祖父が学問の重要性を認識していたからであった。鴎村の塾には岩崎清七や片山潜も籍を置いていたことがあり、夜遅くまで語り合いながら学ぶという環境で、少年・律之助は読み書きや人生について学んだ。1873年（明治6年）、西水代村に知新館（現・栃木市立大平南小学校）が創立し、そこに入学した。鴎村の塾も知新館も裕福な家庭の子弟しか進学することができず、多くの子供は子守りや農作業を手伝っていた時代のことである。律之助は努力家で、半年ごとに行われる試験に合格し、上級生を追い抜いていった。
1886年（明治19年）、19歳にして東京農林学校（現・東京大学農学部）に合格し、上京した。律之助の合格に村人一同は大いに喜び、大宴会を開いて送り出した。律之助は村人の期待に応えようと勉学に励み、卒業後は故郷・栃木県に戻り、栃木県農事講習所の教師として奉職する。律之助は無報酬で生徒に農業を教えた。
農民の自治機関が必要との考えから、有志とともに、1892年（明治25年）5月に下野農会を結成し、その幹事長に就任する。下野農会は後の下野農業協同組合（JAしもつけ）の源流に当たる組織である。1895年（明治28年）12月18日に栃木県農林会が組織されると、副会長に就任し、後継組織を含め、23年間その任を務めた。1899年（明治32年）6月、農会法公布に伴い、栃木県農林会は栃木県農会に改組し、引き続き副会長を務めた。農会の会長は歴代の栃木県知事が兼務したため、律之助は長い間副会長の座にとどまった。1902年（明治35年）には周囲に推されて水代村の村長に就任し、4年間務めた。県会議員に推されて出馬したこともあるが、祖父が友人・知人を回って律之助に投票しないよう訴えたことから、落選した。
1921年（大正10年）、農業振興に尽力したことと農学の素養があったことから、スイス・ジュネーヴで開かれる第3回国際労働会議に農業労働使用者の代表として出席した。ここで律之助は児童労働の禁止を訴え、14歳未満の子供は農作業をせず学校で学ぶべきだと主張した。子供の頃に自らは勉学に励む環境が与えられた一方で、小作人の子供は勉強できないという格差に疑問を持っていたことがこの発言の背景にある。このほか日本代表として、日本の農業労働者の特殊事情を丁寧に説明した。この年は不作で、小作争議が多発していたが、田村家の所有地で小作争議が起きたことは1度もなかった。
なお、ジュネーヴへの渡航費は自己負担であり、裕福な家庭であったとはいえ、すでに共済事業の失敗や、世のため人のために投資しすぎていたため、家計には大きな負担となった。
1923年（大正12年）10月、農会法の改正に伴い、県知事以外が会長となれるようになったため、律之助は民間人初の栃木県農会長に就任した。会長を退いた後も顧問・特別議員・評議員などを歴任して栃木県の農業の振興に尽くしたほか、帝国農会議員の任もこなした。
1932年（昭和7年）12月、従六位に叙せられる。同月15日、65歳で生涯を閉じる。墓所は大中寺にあり、父母や妻と同じ墓に眠っている。

## 年表
- 慶応3年6月24日（1867年7月25日） - 下野国都賀郡西水代村（現・栃木県栃木市大平町西水代）[2]の名主・田村家の長男として生まれる[23]。
- 明治5年6月6日（1872年7月11日）[10] - 都賀郡藤岡村（現・栃木市藤岡町藤岡）にあった鴎村学舎[8]で森鴎村のもとで学ぶ[10]。
- 1873年（明治6年） - 知新館（現・栃木市立大平南小学校）に入学[12]。
- 1886年（明治19年） - 東京農林学校（現・東京大学農学部）に進学[12]。
- 1892年（明治23年）3月[14] - 東京農林学校を卒業[1]、農学士を取得[24]。栃木県農事講習所教師に着任[1]。
- 1892年（明治25年）5月[1] - 下野農会を設立[14][15]。
- 1895年（明治28年）12月18日 - 栃木県農林会設立、副会長に就任[1]。
- 1899年（明治32年）6月 - 栃木県農林会が発展的に解消し、栃木県農会設立、副会長に就任[1]。
- 1902年（明治35年）3月17日 - 下都賀郡水代村村長に就任[20]。
- 1906年（明治39年）3月16日 - 水代村長を退任[20]。
- 1921年（大正10年） - ジュネーヴで開催された国際労働会議に出席[15][20]。
- 1923年（大正12年） - 民間人初の栃木県農会会長に就任[14]。
- 1932年（昭和7年）12月15日 - 死去、満65歳没[1]。

### 受賞・受章歴
- 1907年（明治40年）
  - 4月 - 大日本農会緑白綬有功章[21]
  - 6月 - 農事功労者（農商務大臣表彰）[21]
  - 10月 - 大日本農会三等有功章[21]
- 1914年（大正3年）10月 - 大日本農会紅白綬有功章[21]
- 1932年（昭和7年）12月 - 従六位叙位[21][20]
- 1968年（昭和43年） - 明治百年記念栃木県農業先覚者顕彰[25]

### 御召出
- 1907年（明治40年） - 陸軍特別大演習で栃木県に行幸した明治天皇に、地方の農業事情について御下問を受ける[21]。
- 1910年（明治43年） - 実業功労者として、栃木県に行啓した皇太子（大正天皇）と面会する[21]。
- 1918年（大正7年） - 陸軍特別大演習で栃木県に行幸した大正天皇に、地方の事情について御下問を受ける[21]。
- 1926年（大正15年） - 宮中御宴に招待を受ける[21]。

## 業績
ビール麦栽培の普及・奨励、米・麦の奨励品種の選定・普及、蚕業の奨励、畜産の改良（優良なニワトリや卵の配布、北アメリカからの家畜の輸入など）、堆肥製造の指導、農会運営の整備改善、肥料・種子・農薬の共同購入、麦・蔬菜類の共同販売など、栃木県の農業の発展に大きく貢献した。

### ビール麦栽培の普及

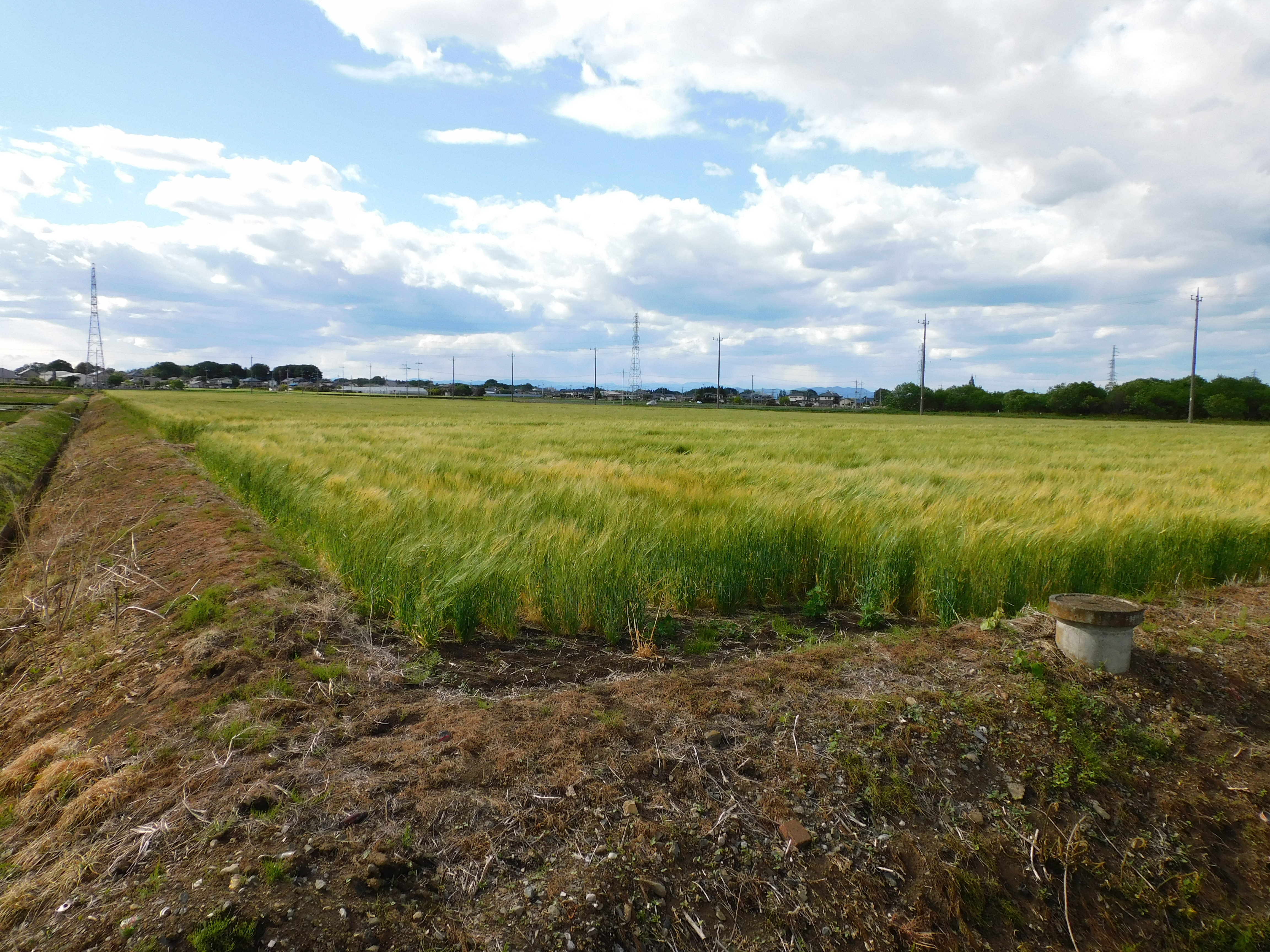
現代の栃木県の麦畑（野木町）

数ある律之助の功績の中で最大のものが、ビール醸造用の大麦の日本国内需給をはかり、栃木県での生産を定着させ、契約栽培の基礎作りを成し遂げたことである。また栃木県のビール麦生産量のシェアを全国トップクラスにする基礎を築いた。
日本のビールは、嘉永6年（1853年）の川本幸民による実験的な醸造から始まり、明治2年（1869年）のウィリアム・コープランドによる「スプリング・ブルワリー」や明治5年（1872年）の渋谷庄三郎による醸造から本格的となった。開拓使が1876年（明治9年）に設置した札幌麦酒醸造所（後のサッポロビール）では、稼働開始時より北海道の農家や屯田兵と特約栽培を結んで日本国産の麦芽を入手しており、これが日本のビール麦栽培の始まりである。しかしながら、本州では1887年（明治20年）になっても日本国外から輸入した麦に頼っており、律之助はこれを遺憾に思っていた。またビール生産量の急伸によって麦芽輸入量が膨大になったことから、ビール会社では日本国内で栽培したビール麦の入手を検討し始めた。
そこで律之助は大日本麦酒の技師・井出代太郎を説得して、栃木県産のゴールデンメロン種の麦でビールを造ってもらった。するとその成績は良かったので、大日本麦酒と栽培契約を締結し、ビール麦栽培を奨励した。本州のビール会社がビール麦の栽培契約を結んだのは1895年（明治28年）の京都府の農家が最初で、1906年（明治39年）に契約を結んだ栃木県は本州で5府県目であった。契約初年度（1906年〔明治39年〕秋まき、1907年〔明治40年〕収穫）は河内・上都賀・下都賀・塩谷・那須の5地区で983石余（≒177.3 kL）、2年度目（1908年〔明治41年〕収穫）は2,618石（≒477.2 kL）を取り引きした。2年度目までは栃木県農会の仲介により、県内各郡の農会を経由して各町村の農会がビール会社と栽培契約を結んでいたが、3年度目（1909年〔明治42年〕収穫）からは各市町村に設立したビール麦耕作組合が契約を結び、県と郡の農会が契約の指導・斡旋を行うようになった。また県農会は種子生産体制の整備と栽培法の改善なども行った。10年度目（1916年〔大正5年〕収穫）には11,615石（≒2,095.2 kL）まで伸び、12年目（1918年〔大正7年〕収穫）に県内7郡31耕作組合が結んだ栽培契約量は15,000石（≒2,705.9 kL）を突破し、以後長らく日本一の座を守った。また、律之助はビール麦の共同販売を推奨し、販売数量でも日本一となった。
ビール麦のわらは長くなめらかであるため、かんぴょうの敷きわらに適しており、かんぴょう1反（≒9.9 a）につきビール麦1反で済むという効率の良さから農家に喜ばれた。また栽培時期がかんぴょうは夏、ビール麦は冬で、互いに重ならなかった。そしてビール麦は肥料の吸収力が強く、かんぴょう畑の畝の間に植えて栽培することができた。このようにビール麦栽培は栃木県の名産であるかんぴょう（ユウガオ）の栽培をも支えたが、麦作の機械化により、この互恵関係は崩れた。
律之助の死後、1954年（昭和29年）4月1日に栃木県農業試験場薬師寺分場が河内郡薬師寺村（現・下野市薬師寺）に開場した。薬師寺分場は宇都宮市の本場から篇甫部が独立する形で発足し、かんぴょうとビール麦の研究を行った。かんぴょうとビール麦の専門研究機関は日本唯一であった。薬師寺分場は1956年（昭和31年）の南河内分場への改称、1974年（昭和49年）の自治医科大学設立に伴う栃木市への移転と栃木分場への改称を経て、農林水産省の二条大麦育種指定地としてビール麦の原種栽培、栽培方法や育種の研究を続けてきた。栃木分場は2011年（平成23年）に廃止されたが、2012年（平成24年）に麦類研究室を本場に移し、研究を続けている。
2007年（平成19年）の統計では、栃木県の二条大麦の作付面積は9,110 ha、収穫量は27,900 tであり、これがすべてビールに加工されると仮定すると、ビール瓶（大瓶）3.1億本に相当する。（実際に栃木県産の二条大麦は、ほとんどビール醸造に消費されている。）なお、日本のビール麦栽培は明治期以来、一貫してすべて契約栽培である。ビール原料として安定した質と量を確保する必要があるというビール会社の都合によるものであるが、農家にとっても一定量の買い入れが保障され、加算金を付けて販売できるメリットがある。

### 米・麦の奨励品種の選定
1902年（明治35年）、律之助は関係者を集めた会議を開き、米・麦の奨励品種の統一を図った。その結果、1911年（明治44年）に水稲、1912年（大正元年）に陸稲、1913年（大正2年）に大麦の奨励品種が決定し、各郡市農会の経営する採種圃で育成し、農家への普及を推進した。
ビール麦については1913年（大正2年）よりゴールデンメロン種の純系淘汰を開始し、1915年（大正4年）に「栃木ゴールデンメロン1号」を奨励品種として決定した。ゴールデンメロン種は日本が導入した当初、必ずしも醸造目的に限ったものではなかったが、ビール麦の基幹的品種として日本中で広く栽培されるようになった。実際に栃木県では1887年（明治20年）頃よりゴールデンメロン種の試験栽培を行っていたが、当時は食用やウマの餌として利用していた。ゴールデンメロン種の系統は現役で栽培されており、栃木県農業試験場は1965年（昭和40年）にニューゴールデン、1985年（昭和60年）にミサトゴールデンを育成した。

### 養蚕の振興
まず1899年（明治32年）、発足したばかりの栃木県農会に蚕病検疫委員会を設置し、蚕病の消毒に務めた。続いて1900年（明治33年）から1904年（明治37年）にかけて、養蚕伝習所や各郡市の農会に1 - 2人の農事巡回教師を置き、養蚕の発展を図った。

### 肥料・堆肥の普及
農家に肥料の知識を広めるため、1898年（明治31年）より肥料研究展覧会・肥料鑑定講習会を開くとともに、栃木県農会に肥料分析所を設置した。1904年（明治37年）からは堆肥舎の建設を行い、県農会から技師を派遣して堆肥作りを実地指導するようになり、1915年（大正4年）には県内各地に肥料研究会を設立して肥料の調査研究を実施した。

### 農業経営・農会経営の改善
明治末期の日本では、農家も研究者も農業技術の研究に重点を置き、農業経営の視点が欠けていたが、律之助はいち早く農業経営の重要性に気付き、1908年（明治41年）に農業経営方法の共進会を開いた。
農会経営では1907年（明治40年）に県内175の町村農会に技術員と書記を常置した。1915年（大正4年）からは優良経営の町村農会を表彰し、それを事例集にまとめて配布することで、農会経営の改善を促した。

### 著書
- 『京都府農事講習所講義録 第1期』（佐藤代吉・石川三郎介との共著、1894年、耕文舎）[48]
- 『米の經濟陸稲栽培法』（久保田喜代太郎との共著、1913年、嵩山堂）[6]

## 親族
田村家は何代も続いた名主の家系で、「御守殿門」（ごしゅでんもん）と呼ばれる門をくぐると立派な母屋と多くの蔵がある広い家屋敷を有していた。家紋は轡（くつわ）。子孫は律之助がジュネーブへ渡航した際のパスポートや会議の記念写真を保管している。
- 祖父：治兵衛（じへえ）[10] - 田村家9代目当主[10]。律之助を厳しくしつけた[10]。藤森弘庵らに学んで尊皇攘夷思想を育み、松本暢ら尊皇攘夷の志士を支援した[17]。木戸孝允の書を所有していた[8]。自らは「政治には関係するな」という家憲を守り尊皇攘夷運動には直接参加せず、志士の育成や金品の援助に徹した[17]。周囲の推挙とはいえ、家憲を犯して県会議員に立候補した律之助の落選運動を行い、実際に落選させた[49]。
- 父：篤之助（とくのすけ）[9][22]
- 母：タキ[9][22]
- 妻：ミホ[22]
- 長男：恭助 - 北海道帝国大学農学部を卒業後、大日本麦酒に就職し、名古屋工場技師長などを務めた[50]。戦後、水代村長となり、任期中に律之助像の除幕式に出席した[50]。

## 顕彰

### 律之助像

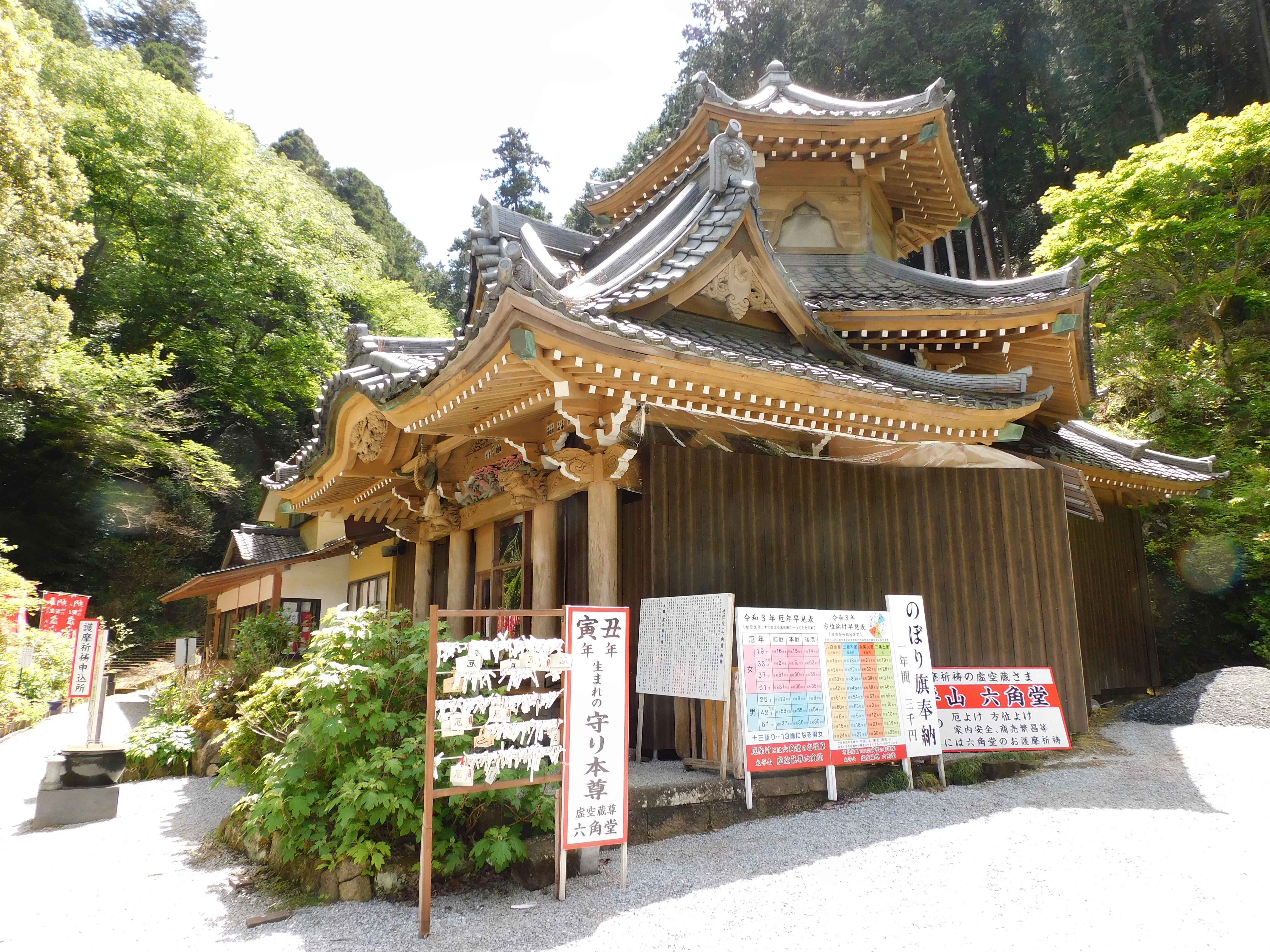
除幕式が行われた六角堂

麓から太平山神社へ至る長い石段（あじさい坂）の途中に律之助の石像（胸像）がある。この石像は1951年（昭和26年）に律之助と縁のある農業団体やビール会社（日本麦酒、朝日麦酒、麒麟麦酒）、ビール酒造組合、ビール麦栽培団体（下都賀郡麦酒麦耕作組合連合会、各町村麦酒麦耕作組合）が立てたものであり、故郷の水代を見つめる向きに立っている。像の制作者は水代村の布施木石材店である。除幕式には、律之助の長男が水代村長として出席し、栃木県知事・小平重吉やビール会社代表らも参加した。
初代の像は律之助が亡くなってちょうど3年となる1935年（昭和10年）12月15日に太平山の六角堂前で除幕された、栃木市出身の彫刻家・鈴木賢二の手掛けた銅像（全身像）であった。鈴木はプロレタリア運動家としての側面があり、地主の律之助とは対照的であるが、田村家と鈴木家は親しく交流していた。農会（栃木県農会、各郡市農会）やビール麦栽培団体（下都賀郡下の各市町村ビール麦耕作組合）、栃南畜産購買販売利用組合らが発起人となって設置したが、第二次世界大戦中に金属類回収令で供出され、台座だけが残った。田村家には、この律之助像のミニチュア版と思われる鈴木の制作した像が残っている。後述の田村律之助顕彰会では、初代の像の再建構想を持っている。

### 田村律之助顕彰会
律之助の功績は、これまでに2度忘却されたことがある。1度目は戦時体制下の作付統制によるビール麦栽培が激減した時期で、律之助像は金属回収により供出されてしまった。その後、ビール麦栽培が復興する中で1951年（昭和26年）の律之助像再建、1968年（昭和43年） の明治百年記念栃木県農業先覚者顕彰を通して再び顕彰する機運が高まったが、2000年代には律之助や律之助の像について知っている人は、地元でも稀な存在になった。
こうした中、栃木市が推進する「ふるさと学習」の一環で律之助の母校・知新館の後身にあたる栃木市立大平南小学校では、5年間にわたり総合的な学習の時間を使って律之助を取り上げてきた。これを契機として学校関係者が呼びかけ、大平南ブロック（大平南小学校・大平中央小学校・大平南中学校）のPTA、学校運営協議会、読み聞かせボランティアなどが連携し、律之助生誕150年記念に2017年（平成29年）6月25日に田村律之助顕彰会が発足した。同会はビール麦栽培体験、クラフトビール（「律之助物語―麦秋―」・「律之助物語―麦処―」）の醸造・販売などの活動を通して律之助を顕彰している。「律之助物語―麦秋―」は、顕彰会がろまんちっく村クラフトブルワリーと2017年（平成29年）から2年かけて完成させたクラフトビールであり、ふるさと納税の栃木市の返礼品の1つとなっている。2020年（令和2年）には前年の台風19号による原画水没、新型コロナウイルス感染症の流行による出版交渉の停滞を乗り越えて、漫画『田村律之助物語』を発刊した。制作には、栃木市出身のイラストレーター・桜祐が参加した。